# Lascia che io sia
Lascia che io sia è una canzone scritta da Antonello De Sanctis, Nek e Daniele Ronda. È il primo singolo estratto dall'album di Nek Una parte di me del 2005. È divenuto uno dei tormentoni estivi del 2005.

## Descrizione
Il brano viene distribuito il 3 maggio 2005 ed entra nella top 20 dei singoli più venduti in Italia il 12 dello stesso mese, direttamente alla seconda posizione, che sarà anche l'apice raggiunto dal singolo. In totale il singolo totalizzerà ben 18 settimane nella top 20, assurgendo al "titolo" di tormentone estivo e vincendo alla fine dell'estate il Festivalbar 2005. È stato frequentemente trasmesso in radio, raggiungendo la posizione numero 1 dell'airplay.
La versione in lingua spagnola (Para Ti Seria), cantata in duetto con El Sueño de Morfeo, raggiunge la #1 della classifica dei singoli in Spagna conquistando 2 dischi di platino.
Nel novembre del 2009 esce una versione in lingua greca intitolata Terma I Istoria (Τέρμα η ιστορία) e cantata da Antonis Remos (Αντώνης Ρέμος).

## Il video
Il video di "Lascia che io sia" è stato diretto da Maki Gherzi ed è ambientato a Los Angeles, in California. Nel video si assistono ad alcune scene che mostrano la storia d'amore fra Nek ed una ragazza, interpretata dall'attrice Camilla Cleese, figlia del celebre attore John Cleese.

## Formazione
- Nek - voce, cori, chitarra acustica
- Dado Parisini - pianoforte
- Max Costa - programmazione
- Massimo Varini - chitarra elettrica, cori
- Gabriele Cicognani - basso
- Pier Foschi - batteria

## Tracce
1. Lascia che io sia (Radio Edit) -	3:31
2. Lascia che io sia (Instrumental) - 3:32

## Classifiche
| Classifica (2005) | Posizione raggiunta |
| ----------------- | ------------------- |
| Italia            | 1                   |
| Svizzera          | 38                  |

### Para Ti Seria (feat. El Sueño de Morfeo)
| Classifica (2008) | Posizione raggiunta |
| ----------------- | ------------------- |
| Spagna            | 7                   |